# Westminster (Maryland)
Westminster és una població dels Estats Units a l'estat de Maryland. Segons el cens del 2000 tenia 16.731 habitants.

## Demografia
Segons el cens del 2000, Westminster tenia 16.731 habitants, 6.420 habitatges, i 3.762 famílies. La densitat de població era de 1.131,3 habitants per km².
Dels 6.420 habitatges en un 32,4% hi vivien nens de menys de 18 anys, en un 42,5% hi vivien parelles casades, en un 12,6% dones solteres, i en un 41,4% no eren unitats familiars. En el 34,2% dels habitatges hi vivien persones soles el 14,5% de les quals corresponia a persones de 65 anys o més que vivien soles. El nombre mitjà de persones vivint en cada habitatge era de 2,35 i el nombre mitjà de persones que vivien en cada família era de 3,05.
Per edats la població es repartia de la següent manera: un 24,1% tenia menys de 18 anys, un 14,5% entre 18 i 24, un 31,4% entre 25 i 44, un 16,8% de 45 a 60 i un 13,2% 65 anys o més.
L'edat mediana era de 33 anys. Per cada 100 dones de 18 o més anys hi havia 83,4 homes.
La renda mediana per habitatge era de 40.477$ i la renda mediana per família de 50.879$. Els homes tenien una renda mediana de 37.186$ mentre que les dones 28.419$. La renda per capita de la població era de 20.320$. Entorn del 7,9% de les famílies i el 9,6% de la població estaven per davall del llindar de pobresa.

## Poblacions més properes
El següent diagrama mostra les poblacions més properes.